# Mont Bartle Frere
Le mont Bartle Frere (ngajanji : Choorechillum) est la plus haute montagne de l'État australien du Queensland ; il culmine à 1 611 mètres d'altitude.
La montagne est entièrement recouverte de forêts. À sa base il s'agit de forêt humide tropicale typique des basses terres puis de la forêt de nuage en altitude, là où les températures peuvent atteindre 10 °C de moins que sur la côte.

## Toponymie
Le sommet tient son nom de Henry Bartle Frere, un administrateur colonial britannique qui fut président de la Royal Geographical Society et gouverneur de la colonie du Cap au début de la guerre anglo-zouloue. Il a été donné en 1873 par George Elphinstone Dalrymple.

## Géographie

### Situation
Cette montagne est située à l'extrémité orientale des plateaux d'Atherton, au sud-ouest de la ville de Babinda et à 51 km au sud de Cairns. Elle se trouve dans le parc national Wooroonooran. Le mont Bartle Frere fait partie du chaînon Bellenden Ker et du bassin versant de la rivière Russell. Au nord-nord-est, le mont Bellenden Ker est la deuxième plus haute montagne du Queensland avec 1 593 mètres d'altitude.

### Climat
Il n'y a pas de station météo sur cette montagne mais les données du mont Bellenden Ker voisin suggèrent une pluviométrie annuelle moyenne d'environ 8 000 mm avec un maximum potentiel d'environ 17 000 mm, ce qui ferait de cette montagne l'un des endroits les plus humides du monde. Même pour la période sèche de la majeure partie de l'Australie tropicale, les précipitations au sommet sont relativement fortes et s'élèvent à environ 800 mm en mai et 350 mm en août, tandis qu'au mois de mars, le plus humide, les valeurs moyennes s'élèvent à 1 800 mm avec des maxima de 6 000 mm. Les calculs basés sur les données disponibles sur les basses terres (Innisfail, Cairns et Port Douglas) laissent penser que les précipitations auraient pu atteindre 2 000 mm en une seule journée lors d'un cyclone en 1911. Si cette estimation est exacte, ce serait la plus forte pluviométrie du monde en un jour.

### Flore

Linospadix minor, une espèce de palmier endémique du mont Bartle Frere.

L'altitude élevée et les fortes précipitations sur ce lieu ont créé des conditions propices à des végétations spécifiques des sols granitiques pauvres. Les pentes inférieures abritent une forêt tropicale humide de plaine (forêt complexe de plantes grimpantes mésophylles) avec une grande diversité d'arbres à grandes feuilles, de plantes grimpantes, d'épiphytes, de palmiers et de fougères. Avec l'augmentation de l'altitude, la forêt tropicale se transforme en forêt notophylle à feuilles plus petites moins variées. Au-delà de 1 000 m d'altitude se développe une végétation composée de fougères grimpantes microphylles et d'espèces telles que le pin kauri pourpre (Agathis atropurpurea), Elaeocarpus ferruginiflora et Balanops australiana. Avec l'accroissement de l'altitude l'exposition aux nuages augmente et les conditions deviennent idéales pour la formation d'une forêt de nuage. De nombreuses plantes sont des espèces rares ou endémiques, les arbres sont enveloppés de mousses et d'autres bryophytes.
Eucryphia wilkei est une espèce d'arbre qui a été découverte dans la forêt de nuage du mont Bartle Frere au-dessus de 1 500 m d'altitude. Elle n'existe nulle part ailleurs bien qu'on ait trouvé des espèces apparentées dans les forêts pluviales tempérées fraîches de Tasmanie et du Chili. Les autres espèces remarquables sont les trembles des montagnes (Acronychia chooreechillum, Trochocarpa bellendenkerensis, Polyscias bellendenkerensis), la vigne Parsonsia bartlensis ainsi que le seul rhododendron indigène d'Australie, Rhododendron lochiae, qui pousse sur les gros rochers de granite ou comme épiphyte dans la canopée de la forêt de nuage. Eidothea zoexylocarya a été découvert sur les pentes du mont Bartle Frere. C'est l'une des principales populations de cette espèce.
Dans certaines zones sommitales, le sol granitique est fortement lessivé par les précipitations et l'absence de nutriments repousse les plantes de la forêt tropicale au profit des plantes de bruyère (Acrothamnus spathaceus, Acrotriche baileyana), les fougères (Gleichenia), les droséras et les orchidées (Dipodium ensifolium).

### Faune
Le scinque Bartle Frere est une espèce de lézard en voie de disparition qui peuple les pentes du mont Bartle Frere et les sommets environnants au-dessus de 1 400 m.
Le mont Bartle Frere se retrouve dans les noms scientifiques de deux autres espèces de lézards locale : Bellatorias frerei et Concinnia frerei.
La montagne se trouve dans la zone d'intérêt faunistique de Wooroonooran. Elle est répertoriée par la BirdLife International car elle abrite des populations d'espèces d'oiseaux endémiques aux tropiques humides du Queensland.

## Histoire
Le premier Européen à avoir escaladé la montagne fut Christie Palmerston en 1886. Il a gravé sur un arbre du sommet l'inscription « P 26 october 6 ».

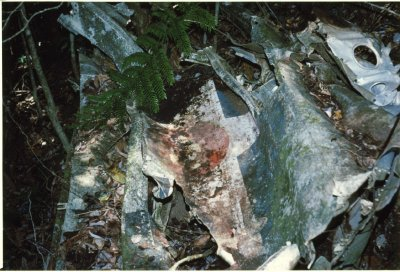
L'insigne américain en forme d'étoile est encore clairement visible sur cette photographie de l'épave du bombardier.

Le 21 avril 1942, un bombardier moyen courrier B-25 Mitchell de l'American Air Corps (41-12455), du 3rd Bomb Group, 90th Bomb Squadron, s'est écrasé sur la montagne et a perdu sept membres de son équipage. Cet avion revenait juste du raid Royce contre les forces japonaises aux Philippines.

## Ascension
Quand il n'est pas couvert de nuages, le sommet du mont Bartle Frere offre une vue panoramique sur les basses terres côtières et sur les plateaux d'Atherton. Son ascension peut être assez raide à certains endroits et nécessite un peu d'escalade. De brusques changements du climat peuvent s'y produire. L'ascension vers le sommet peut être assez périlleuse et de nombreux touristes se sont perdus, certains pendant plusieurs jours, en escaladant la montagne. Les causes principale de ces incidents sont les brusques variations de la météo, la mauvaise préparation et les repères de piste parfois confus. Néanmoins, un grimpeur expérimenté ne devrait avoir aucun problème à atteindre le sommet après un départ matinal depuis le parking de Josephine Falls.
La distance aller-retour depuis Josephine Falls est de 15 km et nécessite environ 10 à 12 heures de marche. Le dénivelé positif est d'environ 1 500 mètres. Cette région du Queensland enregistre plusieurs mètres de pluie chaque année, il n'est donc pas rare que le sommet soit couvert de nuages. La meilleure période pour escalader le Bartle Frere est la saison sèche (avril à octobre) lorsque le temps est plus frais et que la probabilité de pluie est plus faible. Des balises jaunes sont placées assez clairement à chaque kilomètre le long du sentier.
Une solution plus simple consiste à partir d'un petit camping du côté ouest. Il est accessible en voiture par la Topaz Road et la Gourka Road. Depuis ce point de départ (à une altitude de 700 m), il est relativement facile d'effectuer la montée et la descente en une journée. C'est une des marches favorites des clubs de randonnée locaux et il est préférable de la faire pendant les mois secs d'hiver (de juin à octobre). Marcher pendant la saison des pluies (de novembre à mars) expose le promeneur à des averses tropicales torrentielles et offre une mauvaise visibilité. Des glissements de terrain peuvent se produire occasionnellement et les sangsues sont un danger récurrent toute l'année.
Il existe une voie plus courte de 10 km pour le retour. Elle passe par « Broken Nose » et prend un embranchement du côté sud des chutes Josephine. La grande carte du parking de Josephine Falls et le seul point d'information avant la montée.